# Palaeoloxodon namadicus
Palaeoloxodon namadicus (лат.) — вымерший вид млекопитающих из семейства слонов (Elephantidae). Был схож с Palaeoloxodon antiquus, однако обитал в Азии (территория современных Японии, Китая, Индонезии, Индии, в тёплые (межгляциальные) периоды плейстоцена до южной Сибири ) и имел малый шерстный покров толщиной в 10 мм. Питался преимущественно травянистыми растениями и не отличался от слона. Имел длинные бивни как у родственника в Европе. Был объектом охоты человека, на слонят могли охотиться другие хищники, такие как пещерный лев.
Вымер в конце плейстоцена, около 20 тыс. лет назад, возможно, под влиянием первобытных охотников.

## Размер

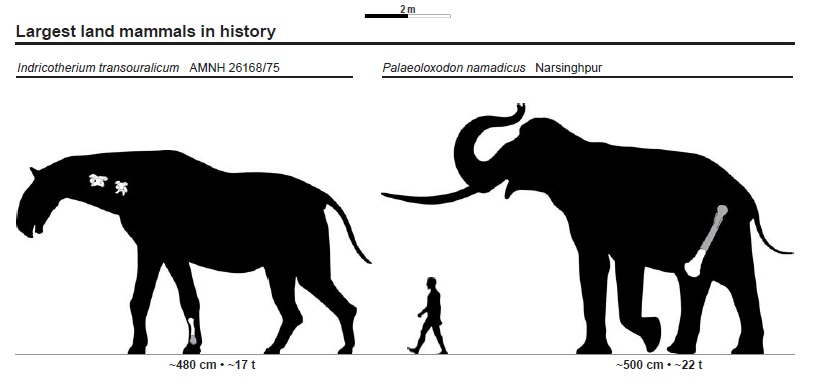
Сравнение размеров P. namadicus с человеком и индрикотерием.

В нескольких исследованиях предпринимались попытки оценить размер азиатских прямобивневых слонов, а также других доисторических хоботных, обычно путём сравнения длины бедренной кости, зная относительные темпы роста для оценки размера по неполным скелетам.
Один частичный скелет, найденный в Индии в 1905 году, имел бедренные кости размером 165 сантиметров (5,413 футов) в полном сборе, что предполагает высоту в холке 4,5 метра (14,8 фута) для данной конкретной особи.

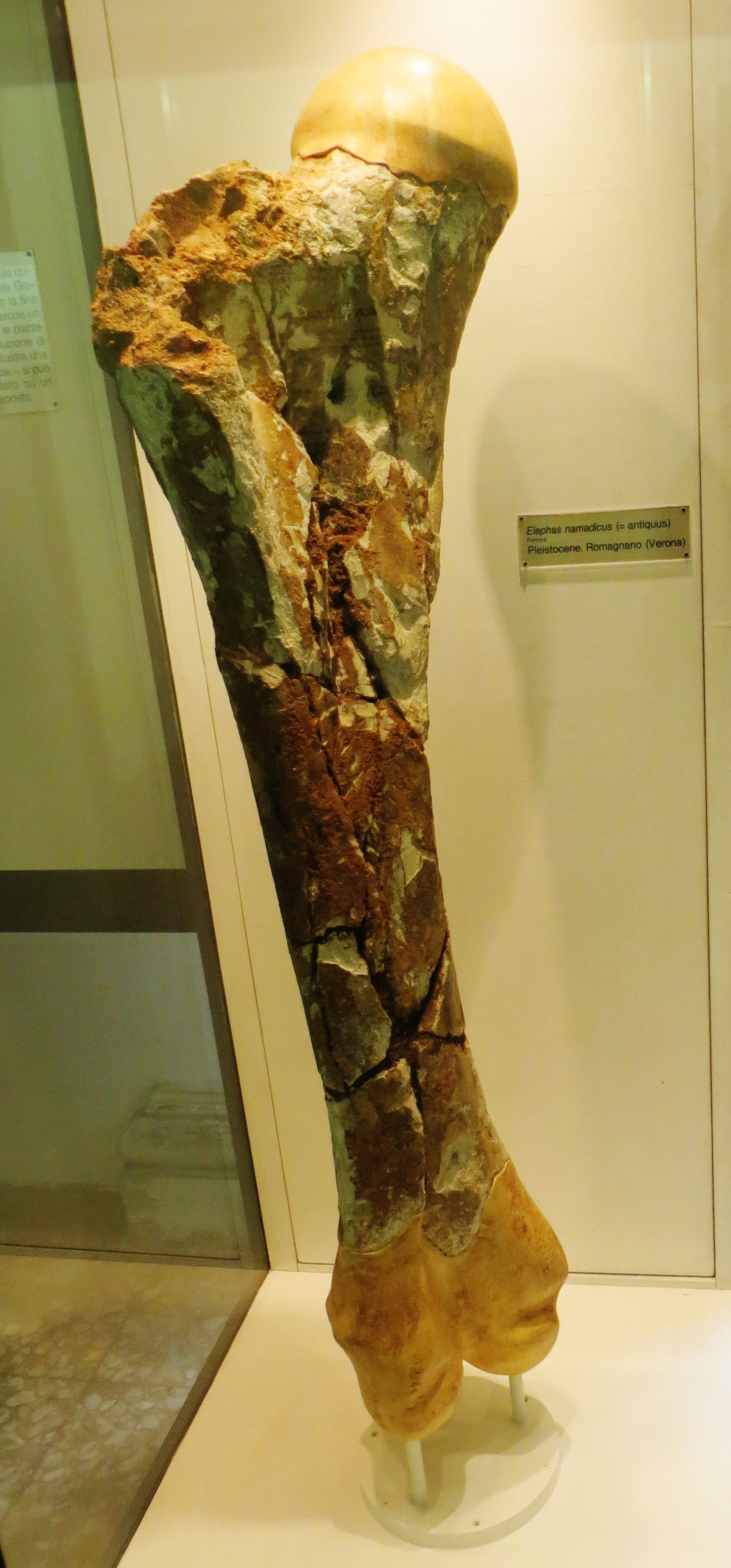
Бедренная кость

Две неполные бедренные кости были найдены в XIX веке, и их полная длина составляла 160 см. Еще один фрагмент из той же местности был почти на четверть больше; титриметрический анализ дает оценку размера 5,2 метра по высоте в холке и массу 22 тонны.